# Wiesbaden-Erbenheim (przystanek kolejowy)
Wiesbaden-Erbenheim – przystanek kolejowy w Wiesbaden, w kraju związkowym Hesja, w Niemczech. Znajduje się tu 1 peron.